# Cal sodada

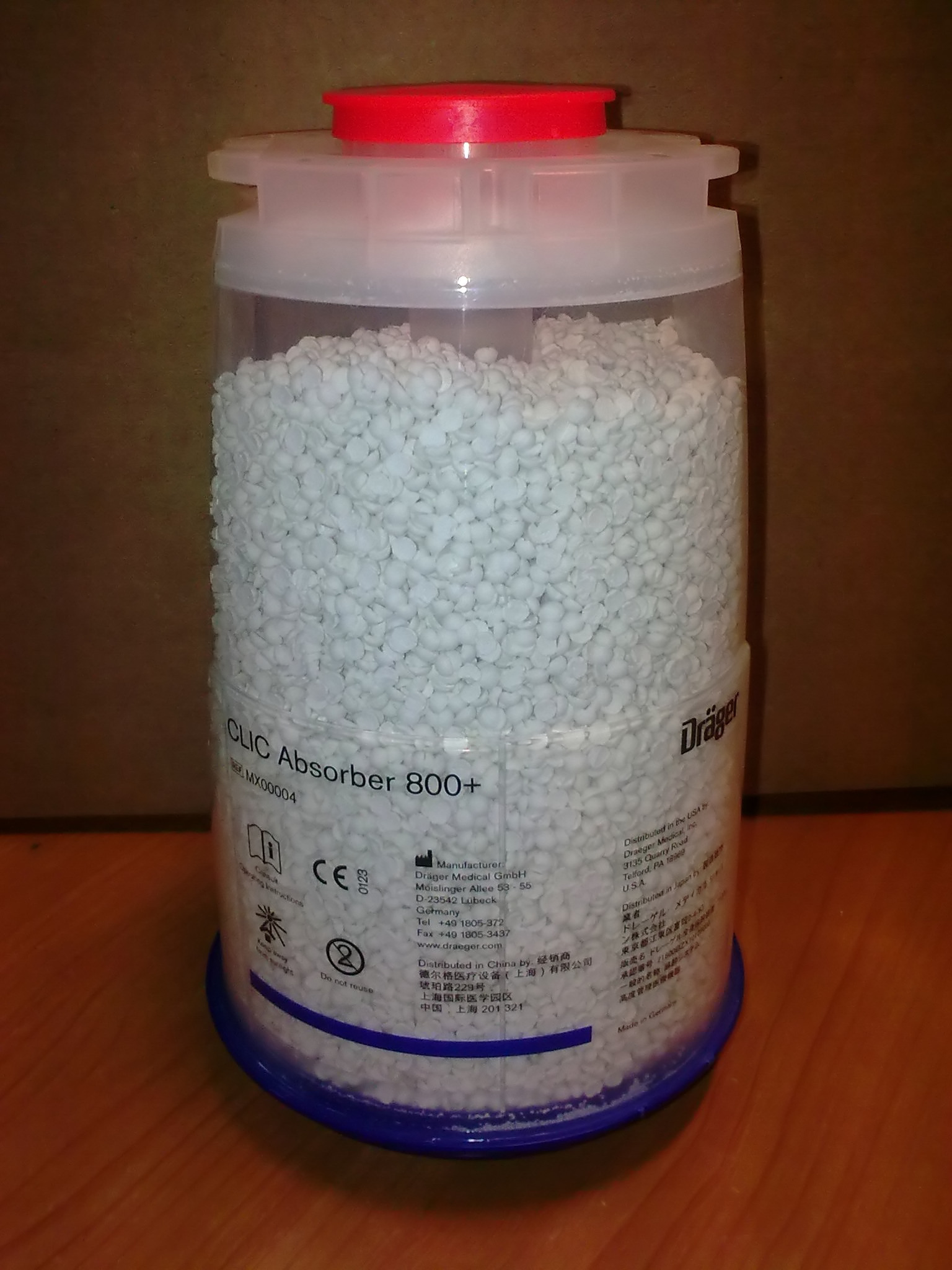
Drägersorb® Soda Lime

A cal sodada é uma mistura de hidróxido de cálcio e hidróxido de sódio que se emprega como agente absorvente de dióxido de carbono (CO2) e da carbonila de sais orgânicos. Pode preparar-se misturando cal viva (CaO) e hidróxido de sódio (NaOH) triturando a mistura em um almofariz (que não seja de alumínio, pois este é atacado pela mistura). É utilizada principalmente na produção de acetona em laboratório.